# Gunnar Nørgaard
Gunnar Nørgaard, född 23 november 1903 i Nexø, död 31 oktober 1983, var en dansk geofysiker och geodet. Han var far till Eva Lis Bjurman.
Nørgaard, som var son till sockenprästen I.P.J. Nørgaard och Amalia Kornbeck, avlade studentexamen i Esbjerg 1922 , magisterkonferens 1936 och blev filosofie doktor 1946. Han företog studieresor inom Europa samt till Grönland och New York 1926–1947. Han var assistent i fysik vid Polyteknisk Læreanstalt i Köpenhamn 1924–1926, vid universitetet i Leiden 1926–1928, geodetassistent 1928–1938, avdelningsgeodet 1938–1946, statsgeodet vid Geodætisk Institut i Köpenhamn 1946–1947 och blev universitetslärare i geofysik vid Lunds universitets mineralogisk-geologiska institution 1947. Han var, på uppdrag av Unesco, verksam i Karachi 1951–1954 som rådgivande geodet för Pakistans regering och ledare för Unescos geofysiker i landet. Han inrättade ett eget, mindre laboratorium för fysiska och andra experiment. Han konstruerade och byggde flera statiska gravimetrar. Han tilldelades Ekstra Bladets vetenskapliga hederspris för 1946. Han författade skrifter om bestämning av låga absoluta temperaturer (1938) och om gravimetri (1933, 1935, 1936, 1939, 1942 och 1945).